# El Pinar (Mérida)
El Pinar es una antigua mansión de estilo europeo construida a principios del siglo XX durante la época porfiriana ubicada en Mérida, ciudad capital de Yucatán, en México. Es, junto con las Casas Gemelas, una de las casonas más emblemáticas de la ciudad.

## Historia

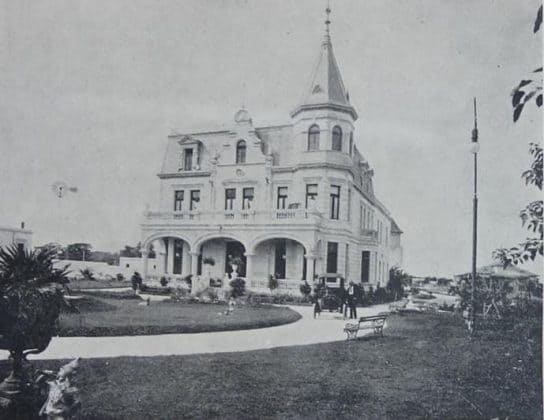
El Pinar en 1905.

La mansión era el principal acceso a lo que en ese entonces era el pueblo de Itzimná, hoy simplemente una colonia más dentro de la ciudad. Como muchas otras edificaciones de la zona, es reflejo de la riqueza que generó el cultivo y exportación del henequén u oro verde como se le llamaba en aquellos tiempos, época en la que Yucatán era el primer exportador a nivel mundial de la fibra de dicha planta.
Acorde al catastro de Mérida, El Pinar fue registrado en 1904 por el hacendado Miguel Peón Casares para que fuera la vivienda junto con su esposa, Ana de Regil Casares e hijos. Se le llamó El Pinar por estar rodeado de puros pinos cipreses, tal cual muestra una publicación realizada en la revista El Fígaro de La Habana en 1905. 
Miguel tiene que poner la propiedad en remate público en el año de 1926, y fue rescatada por su cuñado Pedro de Regil Casares, quien a su vez la vende a Humberto Peón Suárez, dueño de las haciendas Mulsay y Temozón Sur. 
Este último vive la propiedad hasta 1974, cuando se la vende a Vicente Erosa Cámara, quien debido a un tema familiar, decide no vivirla y venderla 2 años después a Alberto Bulnes Guedea, cónsul de Austria en su momento. 
En 1982, El Pinar es declarado Monumento Histórico de Mérida junto con otras propiedad emblemáticas, y es ahí que Alberto Bulnes empieza una labor de restauración de la propiedad, pone sus oficinas en el sitio hasta que finalmente decide venderla en 1987 al empresario naviero y turístico, José Trinidad Molina Castellanos. 
Iniciador de Cozumel y Playa del Carmen como polo turístico a inicio de la década de 1970, "Don Trino" como se le llamaba cariñosamente, le da un nuevo glamour a "El Pinar" con arte decorativo al puro estilo de la época, restaurando la yesería original, puertas y ventanas, dotándola de funcionalidad para los nuevos tiempos. Es así que al concluir la restauración, la designa junto con su esposa, Lucía Casares Espinosa, la última morada de sus vidas. 
José Trinidad fallece en 2013, y su esposa decide retirarse a otra vivienda en 2014. La casa permaneció intacta por 8 años, hasta que se le dio un nuevo aire como "venue" para eventos y casa museo por los herederos del matrimonio en el año 2022. 
En 2020, la mansión fue puesta en venta en un precio de siete millones de dólares estadounidenses.

## Acerca de la mansión

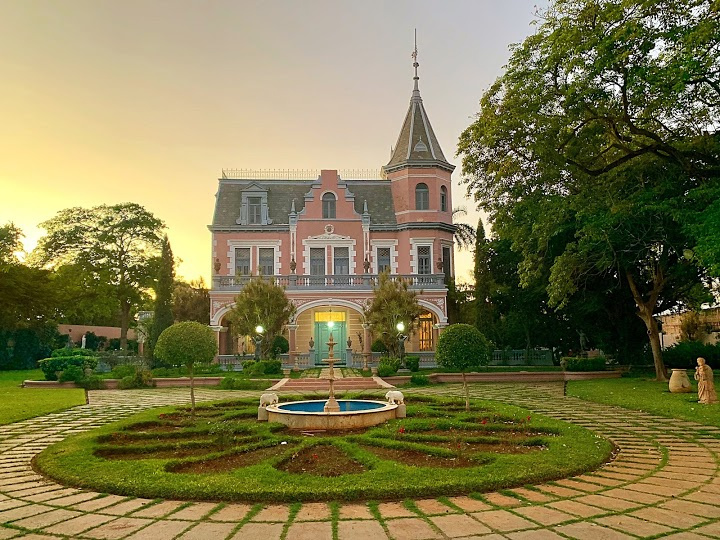
Fachada principal de El Pinar.

Se desconocen algunos datos sobre El Pinar como la fecha exacta de su construcción o los arquitectos que participaron en la obra, pero se sabe que fue edificada a principios del siglo XX durante la época del porfiriato en pleno auge económico de la industria henequenera en Yucatán. El Pinar posee principalmente un estilo arquitectónico neorrenacentista italiano con algunos rasgos característicos del neorrenacentismo francés, lo cual la hace ser una de las atracciones turísticas más representativas de la ciudad de Mérida. A pesar de su largo periodo de abandono, la casa cuenta con los adornos y muebles originales de la época en que fue construida casi intactos. Consta de 3 pisos; en el primero hay garage, recibidor, antesala, escaleras, baño de invitados, sala de estar, comedor, biblioteca, oficina, dormitorio, cocina, vinoteca, elevador, almacén, bar, piscina, baños, solario, y varias habitaciones; el segundo piso tiene salón, sala de estar con terraza y una habitación principal con vestuario, balcones y baño; por último, en el tercer piso se encuentra el ático. La mansión tiene una superficie de construcción de 1940 m2 y 5057 m2 de terreno.